# Saules (Berne)
Pour les articles homonymes, voir Saule (homonymie).
Saules est une commune suisse du canton de Berne, située dans l'arrondissement administratif du Jura bernois.

## Histoire
De 1797 à 1815, Saules a fait partie de la France, au sein du département du Mont-Terrible, puis, à partir de 1800, du département du Haut-Rhin, auquel le département du Mont-Terrible fut rattaché. Par décision du congrès de Vienne, le territoire de l’ancien évêché de Bâle fut attribué au canton de Berne, en 1815.

## Géographie
Le village de Saules est à 743 m d'altitude. Il se situe à 1,5 km au nord de Reconvilier, à 0,8 km au nord-est de Saicourt et à 1,5 km à l'ouest de Loveresse. Par rapport aux plus proches agglomérations, il se trouve à vol d'oiseau à 12 km au sud-ouest de Moutier et 11 km au nord de Bienne.

## Transports
Ligne de bus Tavannes-Les Genevez.
Gare de Reconvilier (1,5 km).